# Ahimsa
Ahimsa (Devanagari: अहिंसा, Sanskriet: ahiṃsā) het vermijden van himsa (letsel) is een religieus of spiritueel filosofisch concept van geweldloosheid en eerbied voor al het leven. Het wordt meestal geïnterpreteerd als het tonen van vrede en ontzag voor alle voelende wezens. Ahimsa is de kern van het jaïnisme en een waarde in het boeddhisme en het hindoeïsme.
De eerste vermeldingen van ahimsa in de Indische filosofie worden gevonden in de Upanishads van het hindoeïsme en het Pali-canon, waarin de Boeddha het vaak over ahimsa heeft. Angulimala en koning Asoka belichamen het principe dat zelfs uiterst gewelddadige personen tot inzicht kunnen komen en ahimsa kunnen beoefenen.

## Diepere betekenis
Ahimsa betekent volledige geweldloosheid. Het is een innerlijke houding waarin men leeft, die een zekere ontwikkeling vereist, zonder ook maar iets op enig niveau te forceren. De reden voor een dergelijke houding van complete geweldloosheid is het besef dat iedere inbreuk op de natuurlijke loop der dingen:
- deze natuurlijke loop niet alleen (tijdelijk) verstoort,
- maar bovendien een ketting van compensatiereacties oproept in de omgeving met als doel de verstoring ongedaan te maken,
- en dat dit reactieproces ten slotte uitmondt bij het begin, de plaats of het moment waar de aanvankelijke verstoring opgetreden is.

Elke handeling beïnvloedt de omgeving: geweld lokt geweld uit; de praktijk van geweldloosheid leidt idealiter tot rust, stabiliteit of vrede.
Ahimsa kan op meerdere niveaus begrepen en toegepast worden, van grof naar subtiel. Schematisch kan men het op drie niveaus beschouwen:
- Fysisch: het zich onthouden van fysische strijd en van elke fysische daad die iemand (of iets) schade toebrengt;
- Psychisch: geweldloosheid van geest, in het denken, vrij zijn van vooroordelen;
- Spiritueel: letten op de staat van het eigen bewustzijn (op een dieper niveau dan het puur psychologische) en het verband zien met samsara en nirwana.

## Introductie in het Westen

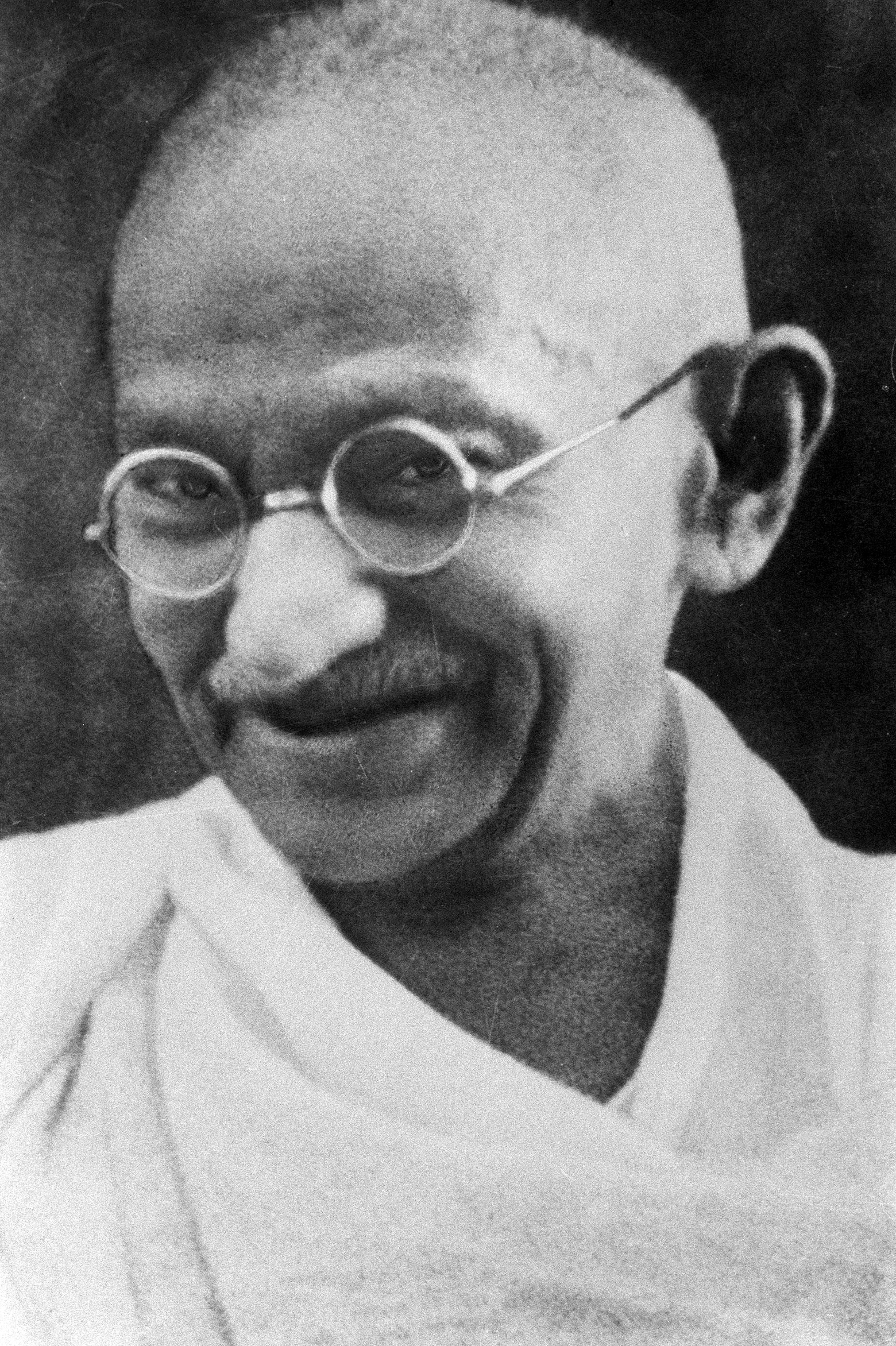
Gandhi

Ahimsa werd in het Westen geïntroduceerd door Mahatma Gandhi als onderdeel van zijn Satyagraha-filosofie. Geïnspireerd door zijn acties namen westerse burgerrechtenbewegingen, die door mensen als Martin Luther King geleid werden, stelling tegen maatschappijvormen steunend op geweld. Deze toepassingen liggen vooral op het fysisch en psychisch vlak. De recentere populariteit van yoga en meditatie in het Westen heeft ook gediend om vele westerlingen met ahimsa en andere hindoeïstische concepten kennis te laten maken en te leren ahimsa op het spirituele vlak te beleven.
Zijn geboortedatum, 2 oktober, wordt door volgelingen van de leer van ahimsa en bewonderaars van Gandhi jaarlijks gevierd als Internationale Dag van de Geweldloosheid, International Day of Non-Violence.

## Citaten
"Dit is het summum van plicht: doe nooit aan anderen wat je niet zou willen dat zij je aandoen."
(Mahabharata 5, 15, 17)
"Men moet zich niet tegenover anderen gedragen op een manier die men onaangenaam zou vinden voor zichzelf. Dit is de essentie van moraliteit. Alle andere activiteit komt voort uit zelfzucht." (Mahabharata, Anusasana Parva, 113.8)
"Wat is religie? Compassie voor al wat Liefde bevat." (Hitopadesa, Sanskriet fabels)